# みずいろ
『みずいろ』は、2001年4月13日にねこねこソフトから発売されたWindows用アダルトゲームである。また2002年6月と2005年11月及び2008年11月にはパッケージおよびメディアをDVD-ROM仕様に変更して再発売されている。
後にNECインターチャネルから、2002年3月7日にはドリームキャスト版が、同年12月26日にはPlayStation 2版がそれぞれ発売され、2004年12月22日にはPS2ベスト版が発売された。
またOVA（18禁版と全年齢版の2種類）およびドラマCDも発売されている（後述）。
2025年、ねこねこソフト通販にて『みずいろリメイク』を販売。

## 内容
本作は、前作『銀色』から一転した明るいコメディ作品であり、キャラクター設定やグラフィックにおいては「萌え」を重視した内容となっている。

### システム
本作は、タイトルの通り「みずいろ」にまつわるエピソードをノベル形式で収録。最初に主人公たちの子供時代を描いた過去パートがあり、そこで出現するヒロインたちにまつわる選択肢の結果によって各シナリオ（現在パート）に分岐する（過去パートに登場しないヒロインもいる）。
壊滅的なNG選択は無く、文字通りノベル感覚で進行するが、本編の選択肢によっては後日談が始まらない、いわゆるバッドエンドが存在する（最初のスタッフロールが流れた後、メニュー画面へ戻ってしまう）。日和ルートのみ、他のヒロインとオープニングが一部異なっている。

## 不具合
PC初回プレス版では、ゲームをアンインストールする際、インストールしたディレクトリによってはハードディスクが初期化されてしまうという深刻なバグが報告されている（メーカーの公式サイトで修正差分が提供されている）。

## コンシューマ版での変更点
- 新ヒロインの石川冬佳が登場。
- PC版と同じ日和ルートのほかに、まったく異なる内容の新日和ルートが追加。
- Hシーンが削除され、代わりに新イベントおよび新CGが追加されている。
- 選択肢アイコンが追加され、ヒロインアイコンの表情の変化により、ヒロインルートおよび選択肢の重要性が判断できる。
- DC版、PS2版はそれぞれPC版とは異なるオープニングを採用している。

## 主な登場人物
声優表記はPC版・18禁OVA版/DC・PS2・全年齢OVA版の順。
片瀬 健二（かたせ けんじ）
声：高橋あきお（ドラマCD） / 喜安浩平（OVA）
主人公（名前およびあだ名の変更可能）。身長175cm。
根は優しいのだが、女の子にはついいろいろひどいことをしてしまう。ゴーイングマイウェイな性格。
片瀬 雪希（かたせ ゆき）
声：綾川りの
5月7日生まれ。血液型はA型。身長151cm。スリーサイズはB80/W56/H81。
主人公の義妹。素直で健気な性格をしており、家事全般を笑顔でこなす。
DC・PS2版の新日和ルートでは、同居している日和が家事を引き受けてるため、料理が苦手である。
エロゲー界シスコン対象キャラの代名詞にしてねこねこソフトの看板的なキャラクターであり、以後の同社ゲームソフトの大半にオマケとして彼女と義兄とのHシーンが収録されていた。
日和（まじかる☆ひよりん）に魔法少女の衣装を用意させられ、「魔法少女まじかる☆雪希ちゃん」として登場することもある。
早坂 日和（はやさか ひより）
声：籐野らん / 後藤邑子
4月23日生まれ。血液型はO型。身長160cm。スリーサイズはB87/W58/H85。
主人公の幼馴染で、すぐ泣きすぐ笑いすぐこける。雪希とは姉妹の様に仲が良いが、主人公をめぐり微妙な三角関係を形成。「るんらら～」という謎の言葉が口癖。
基本的に近所に住んでいるが、日和ルートでのみ幼いころに引っ越している。またコンシューマ版では、訳あって片瀬家で主人公兄妹と一緒に暮らす「新日和ルート」が追加されており、そこでは料理が上手くなっていて、主人公のことを「お兄ちゃん」と呼ぶ。
日和ルートをクリアすると、タイトル画面のメニューが追加され、ショートストーリーがプレイ可能（一部のみ音声あり）。
おかえしCDでは「魔法少女まじかる☆ひよりん」として活躍。
小野崎 清香（おのさき きよか）
声：上本のぞみ / 河本明子
10月23日生まれ。血液型はA型。身長147cm。スリーサイズはB78/W55/H79。
主人公の幼馴染で同級生、口喧嘩友達。
毎年冬になると砂絵作成に没頭するが、なぜか完成させた事がない。
あまり素直ではない性格をしており、優しく見守る母親になぜか辛くあたり、それを主人公に注意される。
長い髪を巨大リボンでポニーテールにしている。リボンがX字状に見えることから、「巨大タケコプター」「サテライトキャノン」「巨大パラボラ」などと呼ばれることもある。また、「ねこねこファンディスク2」に収録された、同じパートナーブランドの戯画のヒット作「BALDR FORCE」のゲームシステムにねこねこソフトの歴代のキャラを組み合わせたゲーム、「バルドねこフォース」に登場した際は、サテライトキャノンが武器であった。
神津 麻美（こうづ あさみ）
声：堀奈生 / 佐久間紅美
8月3日生まれ。血液型はB型。身長167cm。スリーサイズはB92/W60/H87。
主人公の上級生。のんびりした性格をしており混雑する学食で食事をすることを夢見ている。
餅が大好きで「餅をあげる」と言えば、たいてい言うことを聞いてくれるほか、力うどんも好む。おっとりしているが、猫にまつわる悲しいトラウマを持つ。
おかえしCD3では、まじかる☆ひよりんの魔法で3倍の速度と、明るい性格を獲得した。
進藤 むつき（しんどう むつき）
声：奥森香由 / 吉住梢
青いショートヘアー。赤いリボンでカチューシャ風にまとめている。瞳は赤。
8月14日生まれ。血液型はAB型。身長159cm。スリーサイズはB84/W57/H83。
顔はそっくりだが性格は正反対の双子の姉妹、さつきがいる。
進藤 さつき（しんどう さつき）
声：奥森香由 / 吉住梢
青いショートヘアー。瞳は赤。ほぼむつきと同じ外見であるが、髪は特にまとめてはいない。
8月14日生まれ。血液型はAB型。身長159cm。スリーサイズはB84/W57/H83。
「進藤ルート」でのみ姉の「進藤むつき」と偽って登場する（ただし、主人公に対してのみ）。
主人公の想い人である姉の「進藤むつき」を演じるうちに、本来とは正反対な主人公への想いを胸に秘めた、一途で健気な少女へと変貌した。通称「おとな進藤」。
「進藤ルート」以外で登場するむつきの妹（むつきは全寮制の女子校に通っている設定）。
雪希のクラスメイトであり、ハイテンションなマシンガントークを得意とする活発な少女。通称「やかま進藤」。
本編では下の名前が明らかではなく、ファンが開設した進藤FCサイトで行われた投票案の中から“さつき”の名前が公認された。その後、おかえしCD3において作られた『やかま進藤の攻略ルート』において「さつき」の名が明言された。このルートでの進藤姉妹の髪型は、むつきはセミロングに、さつきはショートヘアーになっている。
毎日余計なことをいっては、主人公の攻撃（チョップ）で倒されるのが定番パターン。しかし、主人公に対して一途なのは、おとな進藤の時と同じで、自身以外のほとんどのルートでも主人公に好意を寄せていることが分かる。また、恋に恋する少女らしく、恋愛ドラマを見て「私もあんな恋がしてみたい」と語っている。
インパクトの強いキャラであり、ねこねこソフトの宣伝担当と言ってもいいほどあちこちに顔を出している。他作品のおまけや、おかえしCDなどへの出演数もトップ級であり、単に進藤と言うとさつきを指す。
ドラマCD内では、まじかる☆ひよりんによって落ちとして最後に攻撃されてしまう他、「魔法少女まじかる☆シンドリッタ」にさせられたこともある。
また、「夏はマシンガン」「冬もマシンガン」という、マシンガントークでひたすら喋るキャラクターソングを持つ。
コンシューマ版の新日和ルートでは「やかま」と「おとな」の中間ぐらいのごく普通の女の子として登場している。
ちなみに「ねこねこファンディスク2」に収録された、「バルドねこフォース」に登場した際は、サブマシンガンという武器が「やかマシンガン」に変更されていた。
石川 冬佳（いしかわ ふゆか）
声：登場なし / 根谷美智子
1月14日生まれ。血液型はAB型。身長164cm。スリーサイズはB85/W56/H84。
コンシューマ版での追加ヒロインであり、主人公の家庭教師となった大学一年生。落ち着いた物腰で論理的な思考を振りかざす。厳しい物言いは時として嫌われやすいが、本人はあまり周囲の目を気にしていない。
トラウマにより、他人を信じられずにいる。
小野崎ゆかり（おのさき ゆかり）
声：橘律香 / 永見はるか
小野崎清香の母親で、清香ママと呼ばれることもある。清香との関係が上手くいっていないが、それには理由がある。見た目が凄く若い。
名前は初期設定で存在していたが、PC版では未使用。パラダイムノベルズの『みずいろ』ノベライズ版、移植されたコンシューマ版では正式に採用されている。

## 主題歌
- 主題歌「みずいろ」
  - 作詞：片岡とも / 作曲・編曲：河辺建宏 / 歌：佐藤裕美（現：佐藤ひろ美）
- 挿入歌「ごめんね…」
  - 作詞：片岡とも / 作曲・編曲：河辺建宏 / 歌：佐藤裕美
- コンシューマ版挿入歌「Smile」
  - 作詞：東トナタ / 作曲・編曲：河辺健宏 / 歌：佐藤裕美

## スタッフ
PC版に準拠
- 原画：秋乃武彦、ねこにゃん、綾瀬悠、葵渚
- シナリオ：片岡とも（日和）、米村順一
- 音楽：CATS、リメイン、SoundUnion(ebi)
- プログラム：高橋直樹
- スクリプト：ぶぐつ（ぶぐつの部屋）、高嶋栄二
- ディレクター：片岡とも
- プロデューサー：せいやん

## おまけ

### PC版
各ヒロインをクリアすると、おまけの「After Story」にある「Afterえちぃ Story」の該当ヒロインCGがモノクロからカラーに変化して、アフターストーリーが選択出来るようになる。また「After Story」にある「OMAKE Story」にタイトルが表示され、おまけストーリーが選択出来るようになる。
おまけストーリーを1つクリアする毎に、次のおまけタイトルが追加される。表示されるタイトルは下記の通り。ただし最後の1つは雪希のアフターストーリーをクリアしないと表示されない。
スピードワンボックス財団
『ジョジョの奇妙な冒険』のパロディ。荒木飛呂彦風のキャラクターが登場する。父の経営する喫茶店「スピードワンボックス」でバイトに励む、幽波紋使い・篠崎（ジョンスタァ）あやめのショートストーリー。音声なし。
湯けむりOL旅情はぐれグルメ三毛猫家政婦は見た殺人事件
『ポートピア連続殺人事件』のパロディゲーム。ファミコン版の画面および効果音をほぼ忠実に再現している。テキストはひらがなおよびカタカナのみを使用。音声なし。
白2
ショートストーリー。朝、日和と会話する主人公。自販機で購入したジュースのお釣りで会話が弾む。タイトルの意味はシナリオを最後まで進めると判明する。ヒロインのみ音声あり。
哭きのユキえもん
ショートストーリー。麻雀で先輩と進藤に大負けしたひよりんが、雪希えもんを連れて再戦する。一部音声あり。
エリコ ○6才
雪希ルートのアフターストーリー続編。タイトルをクリックすると現れる「ムーンゲート」を選択する事によりプレイする。エリ子○6才シリーズ「『エリ子○6才（主演）』〜初めてのエプロン〜」のビデオを主人公に騙されて見せられた雪希が裸エプロンでエッチする。音声なし。

### コンシューマ版
「探偵片瀬健三郎。」というショートストーリーが収録されている。DC版では全2話だったが、PS2版で「探偵片瀬健三郎。Final〜最後の挑戦〜」が追加された。
ハードボイルドのようでナンセンスな筋書きの探偵ドラマであり、ヒヨリー、キヨカスキー、アサミーナ、シンドロポポフといった本編のヒロインによく似た人物が登場する。

## DVD-ROM版
2002年と2005年、および2008年にDVD-ROM版が、ねこねこソフトの通販限定で発売されている（2002年版と2005年版は販売終了）。以下の違いがある。
2002年版
- パッケージ表面イラストはCD-ROM初回版パッケージ表面と同一イラストの日和を使用。
- パッケージ裏面および裏ジャケットのイラストは雪希を使用。
- 対応機種はCD-ROM版と同一。Windows 2000/XPでも稼動するが、メーカー正式サポート対象外（マニュアルに記載）。
- CD-ROM版と比較して、シナリオの文法表現が一部修正されている。

2005年版
- パッケージ表面および裏ジャケットのイラストは新規描き下ろしの雪希を使用。
- パッケージ裏面イラストはCD-ROM初回版パッケージ表面と同一デザインが使用されている。
- Windows 2000/XPに正式対応し、Windows 95は動作対象外（本体プログラムおよび誤字修正以外は2002年版と同一）。なお、NScripterがXP対応版に変更されたため、2002年版とセーブデータに互換性は無い。
- DVD-ROMメディアが、雪希のイラストを使用したカラーレーベルに変更されている。
- 2002年版以降に発売された商品の差分パッチファイルを追加収録している。
- 通販特典として雪希のイラストを使用したテレカが付属。

2008年版
- パッケージは2002年版と同一。DVD-ROMメディアは2005年版と同一デザインだが、Windows Vistaに正式対応している。

## 派生キャラクター
ねこねこソフトの代表作ともいえる本作品に登場したキャラクターは、後のねこねこソフト作品中においてアレンジされて登場している。
まじかる☆ひよりん
早坂日和が魔法少女に変身（自称）した姿。「困った、困った」と言っていると、どこからともなく「お困りですか〜？」と言いつつ出現する。
本人は魔法少女として困った人を助けるつもりなのだが、あまり魔法が使えないばかりか、かえって相手を困らせる結果になる。
魔法の呪文は「ぴんぷるぱんぷる ろりぽっぷん まじかる まじかる るんらら〜 そ〜れ、にゃう〜ん」である。
なお類似のキャラクターとして、まじかる☆雪希ちゃん（片瀬雪希）・まじかる☆シンドリッタ（やかま進藤）もいる。雪希ちゃんは魔法の力を使うが、シンドリッタは体を張って問題を解決しようとする。
弟子にまじかる☆ガンダルフ（16歳）がいる。しかしながら、ガンダルフはスタッフルームなどに登場するのみでひよりんと直接絡んだことはない。
2010年7月15日に公開された「おかえしCDvol.7くらい」では、ひよりん門下の弟子達が紹介され、ガンダルフはひよりん師匠の一番弟子と表記されていた。
さらにねこねこソフトの麻雀では、『ラムネ』の近衛七海に魔法少女の素質があることが判明、まじかる☆ナナミーの姿が見られる。
メカ進藤
やかま進藤を模した、手乗りサイズのメカ。マッサージ機能つき。ねこねこソフトのサイトの4コマ漫画の「諸葛瑾」の第2回目にて初登場。
ソフトバンク地下300mの秘密工場で作られているという。
ひよりん部長
「まじかる☆ひよりん」をデフォルメしたぬいぐるみ。販売促進やコミケなどのイベントに登場し、汚れるとエステに行く（クリーニングに出される）。コットンソフトと『せいやん・YURIAの 美少女ゲームは嫌い♥』のイベントにも登場している。UFOキャッチャー人形サイズの「ひよりん秘書」もいる。
偽部長と呼ばれる、ひよりん部長そっくりだが目つきが悪いぬいぐるみも後になって登場した。ひよりん部長と同じく販売促進やコミケなどのイベントに登場したが、ねこねこソフトとしての最後のコミケであるコミックマーケット70でお嫁に行った（ブース前でのじゃんけん大会で勝ち残った一般参加の女性にプレゼントされた）ため、コットンソフトなどのイベントには登場していない。
偽部長がコミケ76のねこねこソフトのブースにて展示されていた。

## CD

### おかえしCD
PC版『みずいろ』のアンケートハガキを送付したユーザーに対し、ねこねこソフトから各種コンテンツが収録されたCD-ROMが送付された。下記2種類の他に全部で8種類存在する。

#### みずいろおかえしCD その1
最初に送付されたCD-ROM。CD-ROMのレーベルには「みずいろおかえしCDの巻」とあるが、プログラムタイトルおよびバージョン情報では「いつもありがとうCD　みずいろの巻」となっている。コピーライトはねこねこ（はやぶさのけん）ソフト。収録内容は下記の通り。
せつめい
雪希による、CD収録の差分ファイルの説明。『みずいろ』、『銀色』、『White 〜セツナサのカケラ〜』の3種についてゲーム画面に準じた形式で表示する。音声なし。
はなくまちょう
正式名称「ながいたいとるでよみにくいだろうけどがんばってよむんださつじんじけん」。『みずいろ』のおまけストーリー「湯けむりOL旅情はぐれグルメ三毛猫家政婦は見た殺人事件」と同様の内容だが、より理不尽なシナリオになっている。
野武士
ねこねこソフトのウェブサイトに掲載されていた4コマ漫画を再収録したもの。不足分あり。
ほりーゆーじを倒せ
『ドラゴンクエストII 悪霊の神々』のパロディゲーム。フィールド画面はファミコン版に準じ、サウンドおよび効果音もそれらしく再現している。戦闘画面のみ、一部音声あり。
水色の土曜日
日和ルートのアフターストーリー。日和と健二が遊園地でデートする模様を描く。ヒロインのみ音声あり。
ユキちゃん○6才
雪希ルートのアナザーストーリー。エリ子○6才シリーズのレアアイテム「エリにょ○6才!」のビデオを健二に騙されて見せられた雪希が「デジにょ」コスプレにさせられてエッチする。ヒロインのみ音声あり。
メニューには表示されていないが、日和の壁紙2種、進藤の壁紙1種、および『銀色』のMADが収録されている。

#### みずいろおかえしCD その2
「その1」が在庫切れになった後、送付されたCD-ROM。「その1」と異なり、アンケートハガキを送れば比較的後年まで入手できた。コピーライトはねこねこ（はかいのつるぎ）ソフト。収録内容は下記の通り。
かいせつ
日和による、CD収録コンテンツの解説。ゲーム画面に準じた形式で表示する。音声あり（なぜか棒読み口調）。
ユキちゃん○6才
雪希ルートのアナザーストーリー。エリ子○6才シリーズ中、一際マニアックでレアな「ミニスカ婦警さん2001」のビデオを健二に隠れて見ていた雪希が「ミニスカ」コスプレにさせられてエッチする。ヒロインのみ音声あり。
ねーちんドラマCD
全8話。「ねーちん 前半」4話および「ねーちん 後半」4話で構成。
- 「ねーちん 前半」- ショッピンクを楽しんでいた健二と雪希。ふと立ち寄った大正風の食堂で、雪希はウェイトレスから「朝奈」と呼ばれて詰問される。
- 「ねーちん 後半」- 「佐々井亭」から逃げ帰った夕食時、健二と雪希の二人で食事を行おうとしていた片瀬家に、雪希を「朝奈」と呼ぶ女性が訪問する。
- 各話タイトル（タイトルとドラマCDの内容には一切関連は無い）
  - 第一話 桃源の誓い
  - 第二話 虎牢関の戦い
  - 第三話 三顧の礼
  - 第四話 赤壁の戦い
  - 第五話 漢中王劉備
  - 第六話 関羽の不覚
  - 第七話 孔明南蛮行
  - 最終話 五丈原の戦い

メニューには表示されていないが、雪希の壁紙3種（エキスパート用、アウトロー専用、勇者専用）が収録されている。

### ドラマCD
ABSORD MUSIC JAPAN版
PC版の声優陣に加え、片瀬健二役として高橋あきおが起用された。末尾には、声優陣のフリートーク付き。
- みずいろ ドラマCD（ABCA-76、2001年6月27日発売）
人格交換もの。日和と進藤、雪希と清香が入れ替わってしまう。清香の母親役として橘律花が参加している。
- みずいろ ドラマCD Vol.2（ABCA-85、2001年11月29日発売）
ミステリー仕立て。麻美の別荘に招かれ、雷雨の中、古びた別荘に泊まる一同。しかし、到着早々に進藤が、そして麻美が……と殺されていく。

ムービック版
こちらはシリアスなストーリーとなっている。雪希、日和メインがそれぞれ1巻ずつ、また雪希・日和・進藤・清香・麻美の、雨にまつわるショートエピソード集が1巻。
各巻とも初回限定版と通常版があり、初回限定版にはボーナストラックとして声優のコメントが収録されている。
- ドラマCD みずいろ 片瀬雪希編（MACP-1011、2002年12月21日発売）
- ドラマCD みずいろ 早坂日和編（MACP-1012、2003年1月24日発売）
- ドラマCD みずいろ ショートエピソード・あめのちはれ（MACP-1013、2003年4月26日発売）

ねこねこソフト版
コミックマーケット出展時に販売された限定品。
- まじかる☆雪希ちゃん（2002年8月、コミックマーケット62）
- ねこクリスマス（2002年12月、コミックマーケット63）
- まじかる☆シンドリッタ（2003年12月、コミックマーケット65）

### サウンドトラック
みずいろ オリジナルサウンドトラック
2001年05月23日発売

## OVA
2002年にピンクパイナップルから発売された18禁版（全2巻）と、2003年にムービックから発売された全年齢版（全2巻）の2種類がある。

### 18禁版
スタッフ
- 監督 - 栗井重紀
- 脚本 - 立花ユウ
- キャラクターデザイン - 樋渡琴
- 総作画監督 - 苑江高成
- 音楽 - 修羅徹
- プロデューサー - 織賀進
- アニメーション制作 - アームス

主題歌
オープニング曲「わたしのそらのいろ」
作詞 - 佐藤裕美 / 作曲 - 上松範康 / 歌 - 佐藤裕美
エンディング曲「こころのカケラ」
作詞 - 佐藤裕美 / 作曲 - 藤間仁 / 歌 - 佐藤裕美
タイトル
- みずいろ 第一期〜雪希の章〜
  - 初回限定版DVD（KSXA54353）、通常版DVD（KSXA54331）、VHSの3種類を発売。
  - 2006年7月28日にはDVD廉価版（JDXA55803）が発売されている。

- みずいろ 第二期〜日和の章〜
  - 初回限定版DVD（KSXA54354）、通常版DVD（KSXA54332）、VHSの3種類を発売。
  - 2006年7月28日にはDVD廉価版（JDXA55804）が発売されている。

### 全年齢版
スタッフ
- 企画 - 及川武
- 原作 - ねこねこソフト
- キャラクター原案 - 秋乃武彦
- 監督 - 井硲清高
- キャラクターデザイン - 倉嶋丈康
- 美術監督 - 工藤ただし
- 色彩設計 - 佐藤和子
- 撮影監督 - 水谷貴哉
- 編集 - 伊藤潤一
- 音楽 - 村山達哉
- 音響監督 - 渡辺淳
- 制作担当 - 岩佐がく
- プロデューサー - 中村誠、松永孝之
- アニメーション・プロデューサー - 神田修吉
- アニメーション制作 - OLM TEAM IWASA
- 製作 - project みずいろ

主題歌
オープニング曲「空のつづき」
作詞 - tomo / 作曲・編曲 - 西脇辰弥 / 歌 - 佐藤裕美
エンディング曲「やさしさの始まる場所」
作詞 - tomo / 作曲・編曲 - 西脇辰弥 / 歌 - 佐藤裕美
各巻リスト
| 巻数  | 話数  | 脚本     | 絵コンテ | 演出     | 作画監督                                | DVD発売日     | MABP                                |
| ----- | ----- | -------- | -------- | -------- | --------------------------------------- | ------------- | ----------------------------------- |
| 第1巻 | 第1話 | 山口亮太 | 井硲清高 | 井硲清高 | 倉嶋丈康                                | 2003年4月25日 | MABP-7008（初回） MABP-7010（通常） |
| 第2巻 | 第2話 | 中村誠   | 井硲清高 | 井硲清高 | 中村和久、東海林康和 中田正彦、倉嶋丈康 | 2003年7月10日 | MABP-7009（初回） MABP-7011（通常） |

## 書籍
- 小説『みずいろ』（パラダイム刊）2001年10月1日 初版第1刷発行 ISBN 4-89490-122-6
  - ねこねこソフト / 原作、高橋恒星 / 著、秋乃武彦 / 画
  - 各ヒロインのシナリオダイジェスト版が、章形式で収録されている。巻頭カラーページ以外の挿絵は描き下ろしイラストを使用。また、ゲーム本編には存在しない、AfterえちぃStory のサブタイトルが本作品では付けられている。
- 『みずいろビジュアルファンブックプレビュー』（ソフトバンクパブリッシング）
  - ソフトと同時発売。キャラクター紹介やその他ビジュアル素材を掲載。シートタイプマウスパッド（イラストデザイン：日和&雪希）が添付。
- 『みずいろ公式ビジュアルファンブック』（ソフトバンクパブリッシング）2001年8月31日 初版発行 ISBN 4-7973-1762-0
  - A4版サイズ全128ページ、フルカラー（一部モノクロ）。なお「進藤さつき」「小野崎ゆかり」の名前が公式に使われている最初の商品である。付録CDには清香ママ（小野崎ゆかり）ボイス用差分ファイルが収録されている（CD-ROM版用。DVD-ROM版は該当データ適用済）。
- 『みずいろ 公式しょんぼりガイド』（ソフトバンクパブリッシング）2002年3月28日 初版発行 ISBN 4-7973-1981-X
  - ドリームキャスト版の攻略本。ボーカル5曲とドラマ5話を収録した「しょんぼりバラエティーCD」付き。

## 反響

### 売り上げ
本作は、アダルトゲーム雑誌「BugBug」に掲載された2001年分の年間セールスランキングにおいて11位にランクインした。

### 読者投票
| 部門名       | 順位 |
| ------------ | ---- |
| 総合         | 8位  |
| グラフィック | 10位 |
| サウンド     | 7位  |
| ゲーム性     | 15位 |
| ヴォイス     | 5位  |

本作は、美少女ゲーム雑誌BugBugの「2001年読者が選ぶ美少女ゲーム年間ランキング」の複数の部門において10位以内に選ばれた。キャラクター部門以外は右表の通り。
同誌の2002年4月号に掲載された企画「言いたいホーダイ2001年 編集部㊙座談会」においては、ランキング内容に関する分析が行われており、ストーリーが良かったからこそ総合部門で上位10位にランクインしたいう声が挙がった一方、「開発側が登場人物全員をしっかり作ったために人気が分散してしまい、キャラクター部門では上位に上がってこなかったのではないか」という指摘も寄せられた。
BugBugの2022年のアンケート「あなたが美少女ゲームにハマるきっかけになったタイトルは？」において、9位となった。

### 評価
IGNの歐陽宇亮は、本作について、キャラクターデザインの秀逸さと、軽快なシナリオ、さらには恋愛風景の多様性を評価した。